# The Hobo's Redemption
The Hobo's Redemption è un cortometraggio muto del 1912. Il nome del regista non viene riportato nei credit del film.

## Produzione
Il film fu prodotto dalla Vitagraph Company of America.

## Distribuzione
Distribuito dalla General Film Company, il film - un cortometraggio in una bobina - uscì nelle sale cinematografiche statunitensi il 17 febbraio 1912.